# Aérodrome de Belvès - Saint-Pardoux
L’aérodrome de Belvès - Saint-Pardoux (code OACI : LFIB) est un aérodrome agréé à usage restreint, situé sur la commune de Saint-Pardoux-et-Vielvic à 3 km à l’ouest-nord-ouest de Belvès en Dordogne (région Nouvelle-Aquitaine, France).
Il est utilisé pour la pratique d’activités de loisirs et de tourisme (aviation légère et aéromodélisme).

## Installations
L’aérodrome dispose d’une piste en herbe orientée est-ouest (11/29), longue de 800 m et large de 60.
L’aérodrome n’est pas contrôlé. Les communications s’effectuent en auto-information sur la fréquence de 123,500 MHz.

## Activités
- Aéroclub de Belvès Périgord.

Le meeting aérien de Belvès s'y tient chaque dimanche de la mi-août le 15 août de chaque année, depuis 1913,, organisé par les membres de l’aéroclub, soutenus par de nombreux bénévoles ; cette fête permet au public de découvrir des avions de toutes les époques dans le ciel mais aussi de plus près sur le parking lors d’un temps d’échange avec les pilotes. En 2013, la centième édition avait été l’occasion de la venue de la Patrouille de France. Exceptionnellement, en 2025, pour risque de départ d'incendie en période de canicule, la manifestation est annulée.